# André Acquart
André Acquart (ur. 22 listopada 1922 w Vincennes, zm. 4 czerwca 2016) – francuski malarz oraz scenograf współpracujący z teatrami, filmem i operą.
Tworzył dekoracje i kostiumy głównie do sztuk współczesnych (m.in. Murzyni, Parawany J. Geneta, sztuki Sławomira Mrożka, Gilles'a Segala) oraz do dramatów Williama Szekspira. 
W swych pracach scenograficznych i kostiumografiach odwoływał się do obserwacji życia codziennego, oglądanych zdjęć i obrazów czy też np. krajobrazów podziwianych w Algierii. Brał też zawsze pod uwagę ruch sceniczny oraz możliwości techniczne danej sceny. Wykorzystywał wiele różnych surowców (m.in. drewno, stal, płótno, miedź). Starał się często poprzez swoje prace stworzyć aktorom możliwości lepszej emisji głosu.